# Odlezelské vodopády
Odlezelské vodopády leží na Mladotickém potoce pod hrází kde tvoří kaskádu potoka v místech, kde vytéká z Odlezelského jezera.
Žije zde škeble říční (Anodonta anatina), u přítoku několik vodních rostlin – vodní mor kanadský, hvězdoš jarní, okřehek menší, rdest kadeřavý, rdest vzplývavý (Potamogeton natans), závar jednoduchý. Bylinné patro je tvořeno zejména válečkou prapořitou, přesličkou lesní, ostřicí chabou, sítinou sivou, skřípinou lesní a podbělem obecným.

## Vznik vodopádů
Vodopády vznikly společné s jezerem po průtržích mračen 27.–28. května 1872 sesuvem permokarbonských sedimentů ze západního svahu Potvorovského vrchu (Žihelská pahorkatina) do údolí Mladotického potoka. Té noci se uvolnily obrovské masy půdy a kamení jako důsledek několika činitelů působících současně. Povodeň, dlouhodobý průnik vody do jílového podloží skrz eroze a trhliny, který způsobil plouživý posun celých bloků karbonských hornin (arkóz, pískovců a slepenců). Dalším faktorem byla řada pískovcových lomů snižující po staletí nekorigovanou těžbou pískovcových kvádrů stabilitu svahu Potvorovského vrchu. Stavba železniční trati vedoucí narušeným svahem a dlouhotrvající deště dílo zkázy dokonaly. Rychlý sesuv celého bloku přehradil údolí v délce 310 m čímž došlo ke vzniku jezera a vodopádů. Hloubka jezera byla v roce 1912 14 m, při měření v roce 1978 již jen 7,7 m a hloubka jezera v průběhu času vlivem sedimentů z okolních polí klesá i nadále – v roce 1999 už jen 6,7 m.[zdroj?]

## Přístup
Vodopády, jezero i přilehlé sesuvné území o celkové rozloze 67,83 ha bylo vyhlášeno 7. března 1975 národní přírodní památkou. Vyhlášení bylo novelizováno 7. září 1989. Vodopády jsou přístupné po žlutě značené turistické cestě[zdroj?] z Odlezel, případně po modře značné turistické cestě od železniční zastávky Potvorov. Celá oblast národní přírodní památky je pod ochranou dobrovolných strážců parku – CHANAPu[zdroj?].